# Лоренцо Сноу
Лоренцо Сноу (англ. Lorenzo Snow; 13 квітня 1814, Мантуя, Огайо, США — 10 жовтня 1901, Солт-Лейк-Сіті, США) — п'ятий Пророк і Президент Церкви Ісуса Христа Святих останніх днів.

## Біографія
Лоренцо був четвертим з семи дітей Олівера і Розетти Сноу. Його батьки були баптистами, але цікавилися й іншими віровченнями. Лоренцо з дитинства виявляв інтерес до читання і один семестр провчився в Оберлінському коледжі.
У 1831 році Джозеф Сміт переселився в Огайо, де жив за чотири кілометри від сім'ї Сноу. Попри те, що він досить швидко зацікавився новим вченням і навіть зробив конспект почутого про книгу Мормона, спершу інші його родичі приєдналися до Церкви Мормонів. Сам Лоренцо був хрещений там 9 червня 1836 року. Потім протягом декількох років він трудився як місіонер в декількох штатах США і в Англії. Після смерті Джозефа Сміта Сноу підтримав Бригама Янґа і Кворум дванадцятьох апостолів. У 1848 році він разом зі своєю сім'єю переселився в Солт-Лейк-Сіті.
12 лютого 1849 року Сноу був посвячений у члени Кворуму дванадцятьох апостолів, після чого знову був направлений на місію до Європи, відвідав Велику Британію, Швейцарію й Італію, переклав книгу Мормона на італійську мову. Протягом декількох років він то займався релігійною та організаційною діяльністю в Юті, то виїжджав на місії. У 1885 році Сноу провів 11 місяців у в'язниці за звинуваченням у багатоженстві.
У квітні 1889 року Лорензо Сноу був обраний президентом Кворуму дванадцятьох апостолів, а після освячення в 1893 році храму в Солт-Лейк-Сіті став його першим президентом. Після смерті Вілфорда Вудраффа 13 вересня 1898 року був обраний новим пророком мормонів і протягом двох років був змушений займатися вирішенням фінансових проблем, що виникли у Церкви Ісуса Христа Святих останніх днів. Помер у Солт-Лейк-Сіті від пневмонії.

## Приватне життя
Лоренцо Сноу був одружений сім разів і мав від цих шлюбів кілька десятків дітей.